# دره رنگین‌کمان
دره رنگین کمان (به انگلیسی: Rainbow Valley) هفتمین جلد از داستان‌های آن شرلی، اثر لوسی ماد مونتگومری است.

## خلاصه داستان
دره رنگین کمان نام محل مورد علاقهٔ فرزندان آنی برای بازی است. به همین سبب، داستان‌ها هم در مورد فرزندان آنی است. کشیش جدیدی به گلن سنت مری میآید. او چهار فرزند دارد و همسرش را از دست داده. او دو پسر به نام کارل و جرالد و همین‌طور دو دختر به نام فیت و اونا دارد. این چهار نفر با فرزندان آنی دوست می‌شوند و اتفاقات جالبی را شکل می‌دهند…

## مجموعه کتابهای آن شرلی
1. آن در گرین گیبلز (Anne of Green Gables - ۱۹۰۸)
2. آن در اونلی (Anne of Avonlea - ۱۹۰۹)
3. آن در جزیره (Anne of the Island - ۱۹۱۵)
4. آن در خانه رؤیاها (Anne's House of Dreams - ۱۹۱۷)
5. آن در ویندی پاپلز (Anne of Windy Poplars - ۱۹۳۶)
6. آن در اینگل ساید (Anne of Ingleside - ۱۹۳۹)

کتابهای زیر راجع به بچه های آن و یا دیگر دوستان خانودگی‌شان است. آن در این کتابها حضور دارد اما نقش کمتری بر عهده دارد:
1. درهٔ رنگین کمان (Rainbow Valley - ۱۹۱۹)
2. ریلا در اینگل ساید (Rilla of Ingleside - ۱۹۲۱)
3. از بلیتسها نقل شده است (The Blythes Are Quoted - ۲۰۰۹)[۱]